# LSV Köthen
Der LSV Köthen (Luftwaffensportverein Köthen) war ein Sportverein in Köthen im heutigen Sachsen-Anhalt. Bekanntheit erlangte er durch den Leichtathleten Hans Schwenke, welcher bei der deutschen Meisterschaft 1942 die Bronzemedaille im Weitsprung gewinnen konnte.  

## Geschichte
Am 25. Mai 1942 erlangte der Leichtathlet Hans Schwenke bei der deutschen Meisterschaft im Weitsprung mit einer Weite von 7,21 m die Bronzemedaille. Mit einem einen Tag zuvor aufgestellten Wert von 7,22 m steht er immer noch in der Top 100 Bestenliste von Sachsen-Anhalt. In der Gauliga Saison 1944/45 spielte zudem die Fußballabteilung in der damals höchsten deutschen Liga.